# أوين والتر
أوين والتر هو لاعب هوكي الجليد كندي، ولد في 15 أغسطس 1979 في برينس ألبرت في كندا.

## وصلات خارجية
- أوين والتر على موقع EliteProspects.com (الإنجليزية)
- أوين والتر على موقع HockeyDB.com (الإنجليزية)